# ダイヤモンド交通
ダイヤモンド交通（ダイヤモンドこうつう）は、埼玉県川越市に本社を置くタクシー会社。関連会社に草加市に本社を置く草加ダイヤモンド交通有限会社を持つ。

## 事業内容
タクシー事業を営む。配車エリアはふじみ野市、富士見市、三芳町の全域と川越市の一部とホームページには記載がある。
車両は日産自動車製が多く、セドリック営業車、NV200バネット、NV350キャラバンを所有している他、トヨタ自動車製のプリウス、コンフォート、福祉車両としてハイエースも所有している。
体の不自由な利用者の利用を想定し、ヘルパー資格を所有する乗務員の養成にも力を入れている。

## 草加ダイヤモンド交通有限会社
草加市青柳3丁目に本社を置くダイヤモンド交通の関連会社。配車エリアは草加市全域と八潮市の一部と越谷市の武蔵野線から南側の地域。
福祉車両としてクラウンコンフォートのウェルキャブ仕様車を配備している。